# Balice (województwo małopolskie)

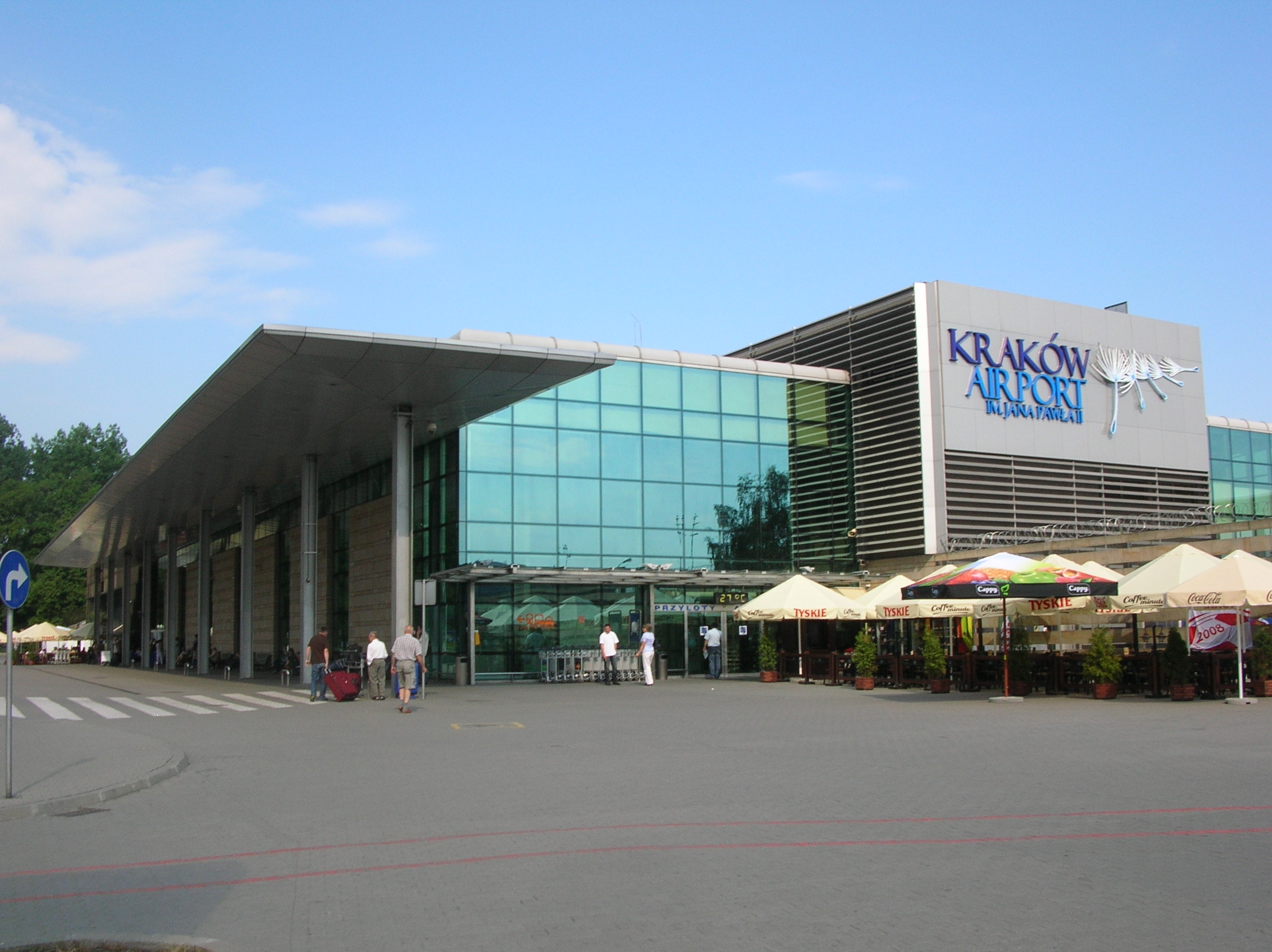
Port lotniczy Kraków-Balice

Balice (niem. Ballitz) – wieś w Polsce, położona w środkowej części województwa małopolskiego, w powiecie krakowskim, w gminie Zabierzów, na zachód od Krakowa.

## Położenie
Wieś znajduje się w obrębie dwóch mezoregionów; północne tereny położone są na Garbie Tenczyńskim, południowe na równinie zwanej Obniżeniem Cholerzyńskim w obrębie makroregionu Brama Krakowska. Tereny miejscowości włączone zostały w obszar Tenczyńskiego Parku Krajobrazowego. Wzdłuż wschodniej granicy miejscowości płynie rzeka Rudawa.

## Integralne części wsi
| SIMC    | Nazwa      | Rodzaj    |
| ------- | ---------- | --------- |
| 0343540 | Grzybów    | część wsi |
| 0343556 | Podkamycze | część wsi |

## Opis miejscowości
Na jej terenie znajdują się:
- Port lotniczy Kraków-Balice.
- Placówka Straży Granicznej w Krakowie-Balicach z lotniczym przejściem granicznym Kraków-Balice;
- przystanek kolejowy Kraków Lotnisko;
- punkt poboru opłat na autostradzie A4;
- węzeł drogowy Balice I;
- węzeł drogowy Kraków Balice (dawniej Balice II).

Przez miejscowość przebiega droga wojewódzka nr 774.

## Turystyka
Na północnej stronie miejscowości, na wzgórzach Garbu Tenczyńskiego znajduje się duży kompleks leśny zwany Lasem Zabierzowskim. Przebiega przez niego szlak turystyczny, wyznaczono w nim szereg ścieżek dydaktycznych i tras rowerowych, znajdują się liczne skałki, wąwozy. Na wschodnim zboczu tego lasu, w miejscu gdzie Rudawa przełamuje Garb Tenczyński znajduje się krajobrazowy rezerwat przyrody Skała Kmity.
Do atrakcji turystycznych należy także Pałac Radziwiłłów. Wybudowany został ok. XV w. i był siedzibą rodów szlacheckich: Ossolińskich, Bonerów, Firlejów, który za ich czasów był schronieniem dla uczonych, a także braci polskich. Przez dłuższy czas mieszkał w nim Jan Łaski. W drugiej połowie XIX w. Radziwiłłowie dokonali jego gruntownej przebudowy. Od 1950 roku w pałacu ma siedzibę Instytut Zootechniki – Państwowy Instytut Badawczy.

## Historia
Wieś wzmiankowana w 1229 roku, była własnością szlachecką. W XVI w. była własnością Bonerów, następnie Firlejów, od połowy XVII w. Szembeków, a od 1783 roku Szymona Darowskiego. W latach 1535–1628 działała papiernia. W XVI w. w Balicach Bonerowie założyli zbór kalwiński. W 1790 roku w ponad 70 domach mieszkało 540 osób, w tym 9 Żydów. W XVI w. działał folwark Werychów. W XVIII w. we wsi działała hamernia, tracz, browar, młyn i karczma. W XIX w. we wsi była gorzelnia i młyn amerykański. W końcu XIX w. wieś zamieszkiwało 735 osób. W pierwszej połowie lat 40. XX w. na gruntach wsi wybudowano lotnisko.
Po 1945 roku majątek Radziwiłłów częściowo rozparcelowano, a z reszty utworzono Zakład Doświadczalny AR, a od 1951 pałac zaczął użytkować Instytut Zootechniki. 5 października 1954 utworzono Gromadę Balice. W skład jednostki weszły obszary dotychczasowych gromad Balice, Burów i Aleksandrowice (bez przysiółków Kleszczów i Kochanów) ze zniesionej gminy Liszki w tymże powiecie. 31 grudnia 1961 do gromady przyłączono wsie Morawica i Chrosna ze zniesionej gromady Morawica. Gromadę Balice zniesiono 1 stycznia 1969, a jej obszar włączono do gromad Zabierzów i Liszki (wsie Chrosna i Morawica). W latach 1975–1998 miejscowość administracyjnie należała do województwa krakowskiego.
W 1964 roku część istniejącego lotniska wojskowego przeznaczono dla lotnictwa cywilnego. 3 stycznia 1983 roku oddano do użytku odcinek autostrady Balice I-Chrzanów I, w roku 1986: węzeł Balice I razem z fragmentem północnej obwodnicy Krakowa, a 8 grudnia 1988: odcinek Balice I – Kraków-Tyniecka (z węzłem Balice II).

## Zabytki
Obiekt wpisany do rejestru zabytków nieruchomych województwa małopolskiego.
- Zespół pałacowy: pałac, park.

## Komunikacja
Do centrum wsi można dojechać autobusami aglomeracyjnymi obsługiwanymi przez MPK S.A. w Krakowie:
- 209 na trasie Salwator – Balice ul. Medweckiego – Kraków Airport – Balice ul. Na Lotnisko, ul. Krakowska – Morawica Centrum/Mników Skały
- 218 na trasie Bronowice Małe – Balice ul. Kmity, ul. Krakowska, ul. Szkolna, ul. Radziwiłłów – Kleszczów – Zabierzów Młyn
- 228 na trasie Bronowice Małe – Balice ul. Krakowska – Chrosna pętla
- 258 na trasie Bronowice Małe – Balice ul. Kmity, ul. Krakowska – Nielepice pętla
- 298 na trasie Bronowice Małe – Balice ul. Krakowska – Nielepice pętla
- 918 na trasie Bronowice Małe – Balice ul. Kmity, ul. Krakowska, ul. Szkolna, ul. Radziwiłłów – Rudawa Rynek (linia nocna)

Na obrzeże wsi można dojechać również autobusami aglomeracyjnymi w pobliże lotniska w Balicach:
- 300 na trasie Osiedle Podwawelskie – Chełm – Kraków Airport[14]
- 902 na trasie Dworzec Główny Wschód  – Balice Medweckiego – Kraków Airport (linia nocna)

## Stowarzyszenia, organizacje społeczne i religijne
- Stowarzyszenie Społeczno-Edukacyjne „Kuźnia”[15]
- Ochotnicza straż pożarna
- Parafia Świętej Rodziny